# Madagasikara zazavavindrano
Madagasikara zazavavindrano is een slakkensoort uit de familie van de Pachychilidae. De wetenschappelijke naam van de soort is voor het eerst geldig gepubliceerd in 2010 door Köhler & Glaubrecht. De slak behoort tot het geslacht Madagasikara.
De schelp is grijs tot zwart van kleur. De soort leeft in zoet water en is endemisch in Madagaskar, waar het is gevonden in het noordwesten van het eiland.
1. ↑  (en) Madagasikara zazavavindrano op de IUCN Red List of Threatened Species.